# Nikolaikirche (Alzey)

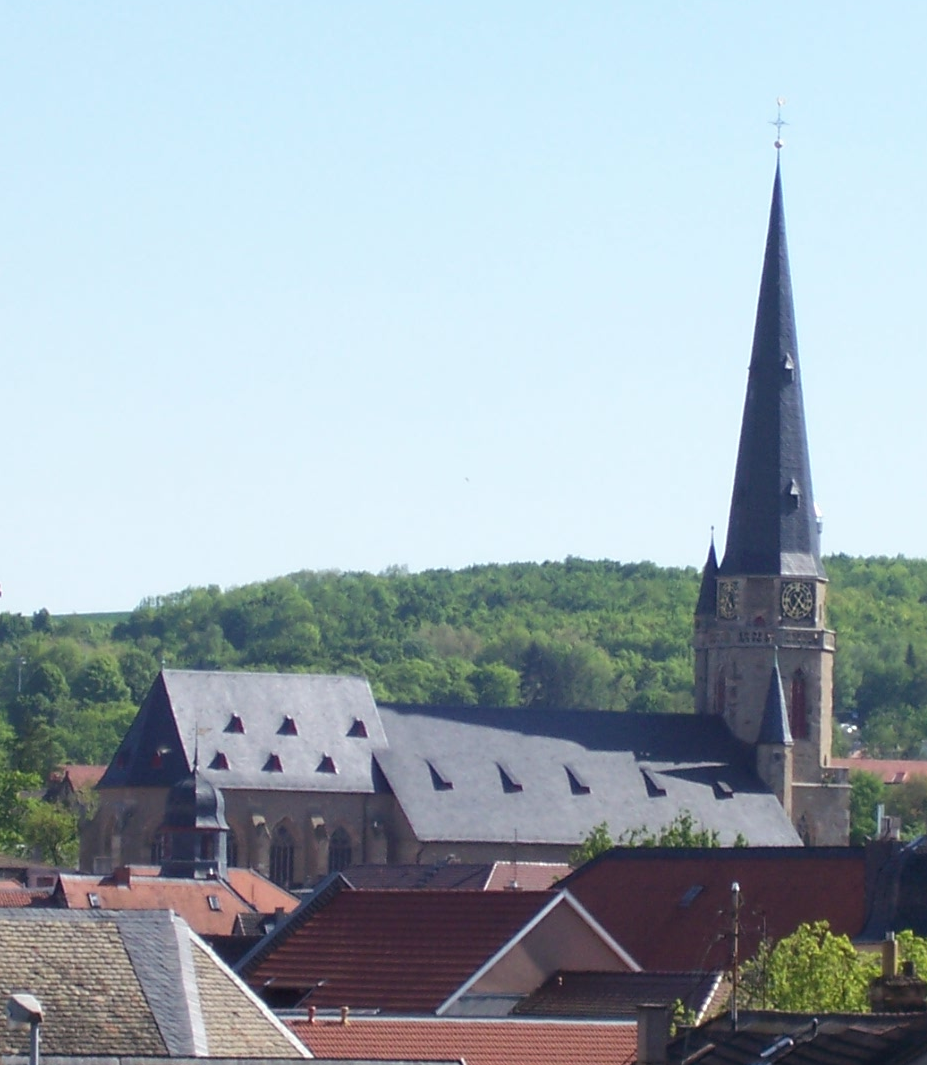
Nikolaikirche im Stadtbild von Alzey

Die das Alzeyer Stadtbild prägende Nikolaikirche (ursprünglich St. Nikolai) wurde 1499 mit Vollendung des Kirchturms fertiggestellt. Es ist eine spätmittelalterliche Kirche an dem Alzeyer Obermarkt. Heute gehört die Kirche zum Dekanat Alzey-Wöllstein in der Propstei Rheinhessen und Nassauer Land der Evangelischen Kirche in Hessen und Nassau.

## Geschichte

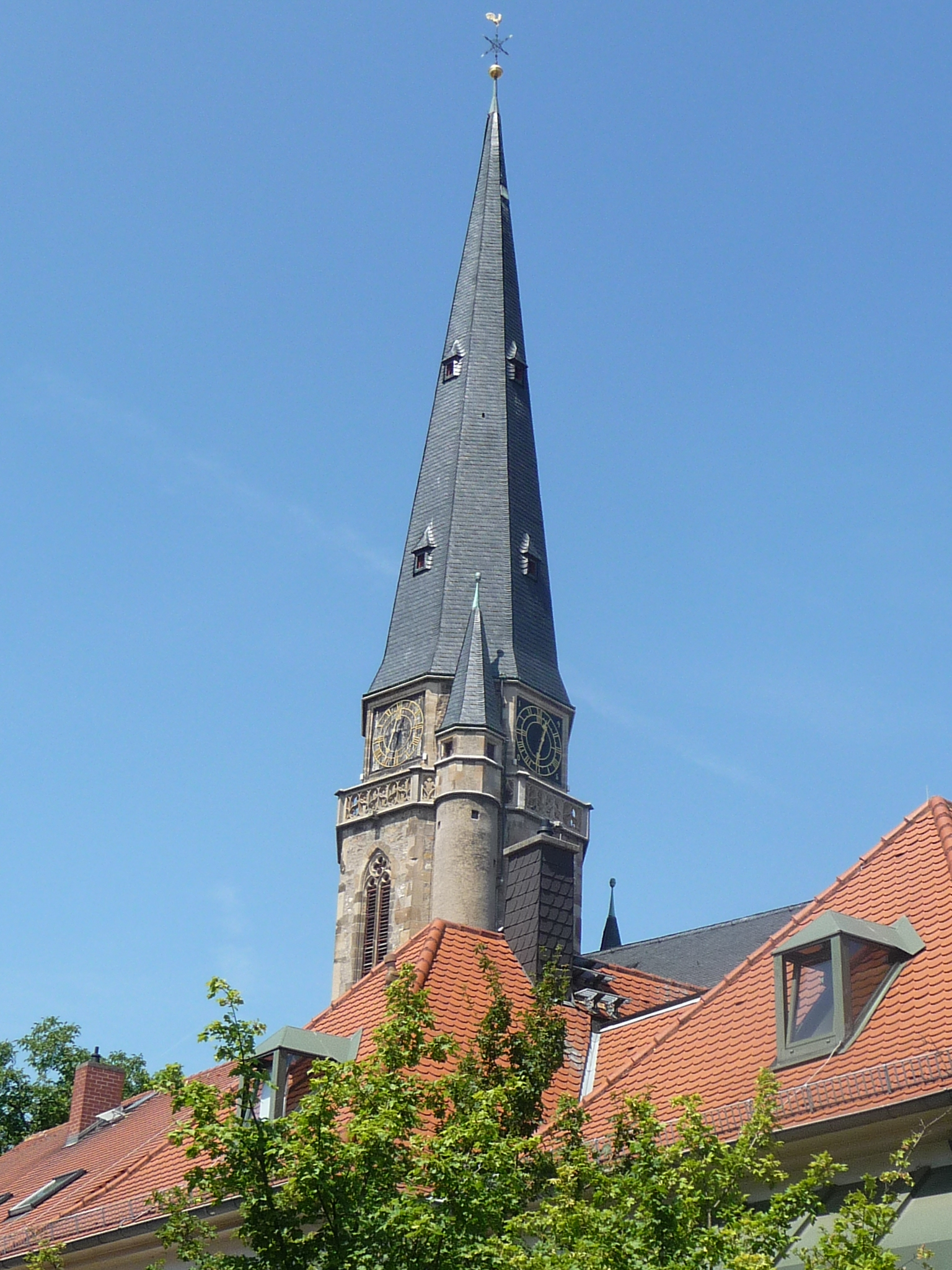
Turm der Nikolaikirche

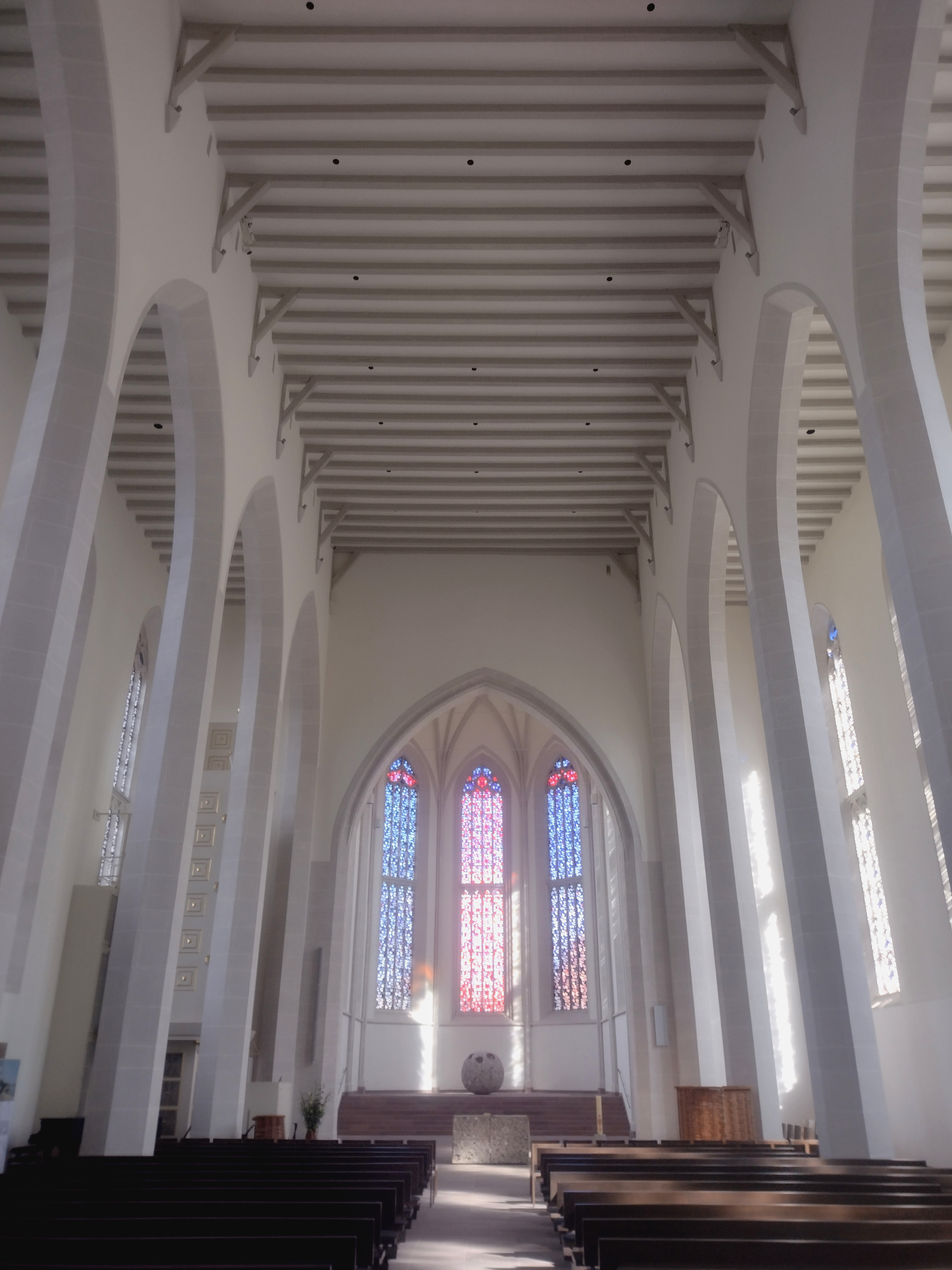
Innenraum der Kirche nach der Sanierung 2018–2020

Die erste Erwähnung einer sicher älteren St.-Nikolaus-Kapelle stammt aus dem Jahr 1350. Sie gehörte zum Alzeyer Saalhof, einem königlichen, später kurpfälzischen Krongut am Obermarkt. Um 1420 begann nach der Abtragung der Kapelle der Neubau einer dreischiffigen Hallenkirche mit drei Jochen und runden Pfeilern. Die Bauleitung ab 1430 wird dem aus Alzey stammenden Baumeister Nikolaus Eseler dem Älteren und seinem Umfeld zugeschrieben. Nach Einweihung des Langhauses wurde die Nikolaikirche 1432 an Stelle der St.-Georgs-Kirche zur Pfarrkirche erhoben. 1450 erfolgte die Vollendung des Neubaus des spätgotischen Chores mit Einwölbung. An den neun Altären der Kirche lasen zeitweilig bis zu 20 Geistliche die Messe. 1499 wurde der Bau des Turmes durch Aufbau von zwei neuen Geschossen und eines Turmhelms auf die vorhandene Turmvorhalle der alten Kirche abgeschlossen. Am Turm sind die Wappen der Bauherren des Burggrafen Erkinger von Rothenstein und des Schultheißen Anthis von Heppenheim zu sehen.
Der Ausbau der Kirche resultierte aus dem Plan der Pfalzgrafen in Alzey im frühen 15. Jahrhundert, ein Stift zu errichten. Im Jahr 1479 genehmigte Papst Sixtus IV. die Gründung. Dem Stift wurden die Güter des aufgehobenen Zisterzienserklosters Himmelsgarten übertragen. Das Stift bestand aus einem Dekan, acht Kanonikern und neun Vikaren. Es wurde von Pfalzgraf Friedrich III. 1563 im Zuge der Reformation aufgehoben.
1689 erlitt die Nikolaikirche starke Beschädigungen nach dem Stadtbrand im Eroberungskrieg von Ludwig XIV.: Dachstuhl und Gewölbe waren eingestürzt, die westlichen Außenmauern beschädigt. 1715 und später wurde die Kirche teilweise wiederhergestellt, indem die Bedachung und der Abschluss der Ostteile der Kirche durch eine neue Giebelwand hergestellt wurden. Der Turm wurde mit einer barocken Zwiebelhaube bedacht. Der Westteil des Langhauses blieb Ruine, wurde profaniert und diente im 18. Jahrhundert zeitweise als Feldlazarett und Bäckerei. 1702 bestattete man hier den kurpfälzischer Burggrafen bzw. Oberamtmann Hermann Adrian von Wachtendonk (1666–1702), dessen Grabplatte erhalten ist. Er war der Vater des Ministers Hermann Arnold von Wachtendonk (1694–1768).
Von 1844 bis 1848 fanden Umbau- und Wiederherstellungsarbeiten an der Nikolaikirche unter dem hessischen Oberbaudirektor Georg Moller statt. Das Langhaus wurde in fünf Joche gegliedert, es wurden Holzgewölbe eingebaut und eine kleine Vorhalle auf der Nordseite errichtet. 1905 wurde ein neuer spitzer Turmhelm aufgesetzt. Von 1934 bis 1937 fanden umfassende Wiederherstellungsarbeiten unter der Leitung von Stadtbaumeister Morneweg statt. So wurden die Pfeiler des Mittelschiffs erneuert, ein Netzgewölbe im Chor und im Langhaus eine flache Holzdecke eingebaut.
Die gröbsten Schäden, die im Zweiten Weltkrieg an der Kirche entstanden, wurden 1949 beseitigt. Eine gründliche Erneuerung der Kirche unter Leitung von Prof. Romero fand dann von 1963 bis 1965 statt. Gleichzeitig wurde ein neuer Eingang durch den Turmraum gebaut. 1997 wurde die Rudolf von Beckerath-Orgel eingeweiht.
Bei der jüngsten Sanierung von 2018 bis 2020 wurde in der Nikolaikirche ein modernes Licht/Raumkonzept verwirklicht, das die Helligkeit und Weite des gotischen Raumes betont. Die Prinzipalien wurden vom bayerischen Bildhauer Ulrich Hochmann neu geschaffen. Dabei wurden 16 mittelalterliche Grabdenkmäler unter anderem von Alzeyer Burggrafen und Äbtissinnen des Klosters Weidas aus dem Innenraum entfernt. Das bedeutende Grabdenkmal des Truchsessen Gerhard aus dem Jahr 1335/39 aus der Familie der Volker von Alzey mit dem Fidelwappen befindet sich seitdem im Museum der Stadt Alzey.

## Orgel
Die Orgel wurde 1976 von dem Orgelbauer von Rudolf von Beckerath Orgelbau erbaut. Das Instrument stand ursprünglich im Kloster Knechtsteden/Dormagen und wurde 1997 in der Nikolaikirche aufgestellt. Es hat 41 Register auf drei Manualen und Pedal. Die Spieltrakturen sind mechanisch, die Registertrakturen sind elektrisch.
| I Brustwerk C–g3 |                 |       |
| 1.               | Holzgedackt     | 08′   |
| 2.               | Quintadena      | 08′   |
| 3.               | Blockflöte      | 04′   |
| 4.               | Prinzipal       | 02′   |
| 5.               | Quintlein       | 1 ⁄3′ |
| 6.               | None            | 8⁄9′  |
| 7.               | Sesquialtera II |       |
| 8.               | Scharf IV       | 01′   |
| 9.               | Regal           | 16′   |
| 10.              | Krummhorn       | 08′   |
|                  | Tremulant       |       |

| II Hauptwerk C–g3 |             |        |
| 11.               | Gedackt     | 16′    |
| 12.               | Prinzipal   | 08′    |
| 13.               | Spitzflöte  | 08′    |
| 14.               | Oktave      | 04′    |
| 15.               | Koppelflöte | 04′    |
| 16.               | Oktave      | 02′    |
| 17.               | Cornett V   | 08′    |
| 18.               | Mixtur V    | 1 2⁄3′ |
| 19.               | Cymbel III  | 1⁄2′   |
| 20.               | Trompete    | 08′    |
|                   | Zimbelstern |        |

| III Schwellwerk C–g3 |                   |        |
| 21.                  | Rohrflöte         | 08′    |
| 22.                  | Gamba             | 08′    |
| 23.                  | Voix celeste      | 08′    |
| 24.                  | Prinzipal         | 04′    |
| 25.                  | Flute traversière | 04′    |
| 26.                  | Nasard            | 2 ⁄3′  |
| 27.                  | Schweizerpfeife   | 02′    |
| 28.                  | Terz              | 1 3⁄5′ |
| 29.                  | Oktävlein         | 01′    |
| 30.                  | Mixtur V          | 02′    |
| 31.                  | Englisch Horn     | 16′    |
| 32.                  | Hautbois          | 08′    |
| 33.                  | Clairon           | 04′    |
|                      | Tremulant         |        |

| Pedalwerk C–g1 |               |       |
| 34.            | Prinzipal     | 16′   |
| 35.            | Oktave        | 08′   |
| 36.            | Spielflöte    | 08′   |
| 37.            | Tenoroktave   | 04′   |
| 38.            | Weitflöte     | 02′   |
| 39.            | Hintersatz IV | 2 ⁄3′ |
| 40.            | Posaune       | 16′   |
| 41.            | Trompete      | 08′   |

- Koppeln: I/II, III/II, I/P, II/P, III/P

## Glocken
Das Geläut der Kirche besteht aus vier Bronzeglocken, die Gebetsglocke mit Leutton g stammt aus dem alten Geläut von 1921, dessen übrige Glocken 1940 eingeschmolzen wurden. Die drei restlichen Glocken wurden Anfang der 50er Jahre in Auftrag gegeben und am 8. November 1953 eingeweiht. Die Glocken sind jeweils dem Gedächtnis der Toten, der Auferstehung Christi, dem Gebet und der Taufe gewidmet.
| Nr. | Gussjahr | Gießer                              | Schlagton | Inschrift                                               |
| --- | -------- | ----------------------------------- | --------- | ------------------------------------------------------- |
| 1   | 1954     | Rincker, Glocken- und Kunstgießerei | d′        | Jesus Christus hat dem Tode die Macht genommen!         |
| 2   | 1954     | Rincker, Glocken- und Kunstgießerei | f′        | Lasset euch versöhnen mit Gott!                         |
| 3   | 1921     | Hamm, Glockengießerei               | g′        | Aufwärts die Herzen!                                    |
| 4   | 1954     | Rincker, Glocken- und Kunstgießerei | b′        | Freuet euch, daß eure Namen im Himmel geschrieben sind. |